# Anders Breivik
Anders Behring Breivikⓘ, wym. [ˈɑnːəʂ ˈbeːrɪŋ ˈbræɪviːk], od 2017 do 2025 Fjotolf Hansenⓘ, od 2025 Far Skaldigrimmr Rauskjoldr av Northriki (ur. 13 lutego 1979 w Oslo) – norweski masowy morderca, skrajnie prawicowy terrorysta, który 22 lipca 2011 dokonał dwóch zamachów terrorystycznych: na siedzibę premiera Norwegii, w którym zginęło 8 osób, i na uczestników obozu młodzieżówki norweskiej Partii Pracy, w którym zginęło 69 osób. W obu zamachach kilkaset osób zostało rannych. Został skazany na 21 lat więzienia, z możliwością nieograniczonego przedłużenia wyroku, jeśli nadal będzie uznawany za zagrożenie wobec reszty społeczeństwa.
Kiedy był nastolatkiem, został aresztowany za malowanie graffiti na murach, został też odrzucony przez wojsko kiedy chciał wstąpić w jego szeregi. We wczesnej dorosłości wstąpił on do prawicowej Partii Postępu.
W dniu ataków, tuż przed ich dokonaniem, wysłał na wiele adresów e-mailowych kompendium tekstów zatytułowane 2083: Europejska Deklaracja Niepodległości, w których opisał swoje przekonania. Terrorysta dokonał ataków w celu rozreklamowania treści własnego antyimigranckiego i skrajnie prawicowego manifestu, który wcześniej pozostawił w internecie. Początkowo została u niego wykryta schizofrenia paranoidalna, ale później wykazano, że był poczytalny, ale cierpi na zaburzenia osobowości – narcystyczne i antyspołeczne.
Kiedy odbywał wyrok w więzieniu, pozwał własny kraj do Europejskiego Trybunału Praw Człowieka za rzekome naruszanie jego praw człowieka – skarga została po kilku latach jednak oddalona. W styczniu 2022 roku złożył wniosek o warunkowe przedterminowe zwolnienie z więzienia. Sprawę przegrał, a psychiatrzy, którzy go badali i wyciągali wnioski z jego zachowań stwierdzili, że dalej jest on niebezpieczny dla społeczeństwa.
W listopadzie 2024 ponownie zawnioskował o przedterminowe zwolnienie z więzienia. Na sali rozpraw pojawił się z literą „Z” wygoloną po obu stronach głowy, ukazując w ten sposób swoje poparcie dla rosyjskiej inwazji na Ukrainę.

## Życiorys

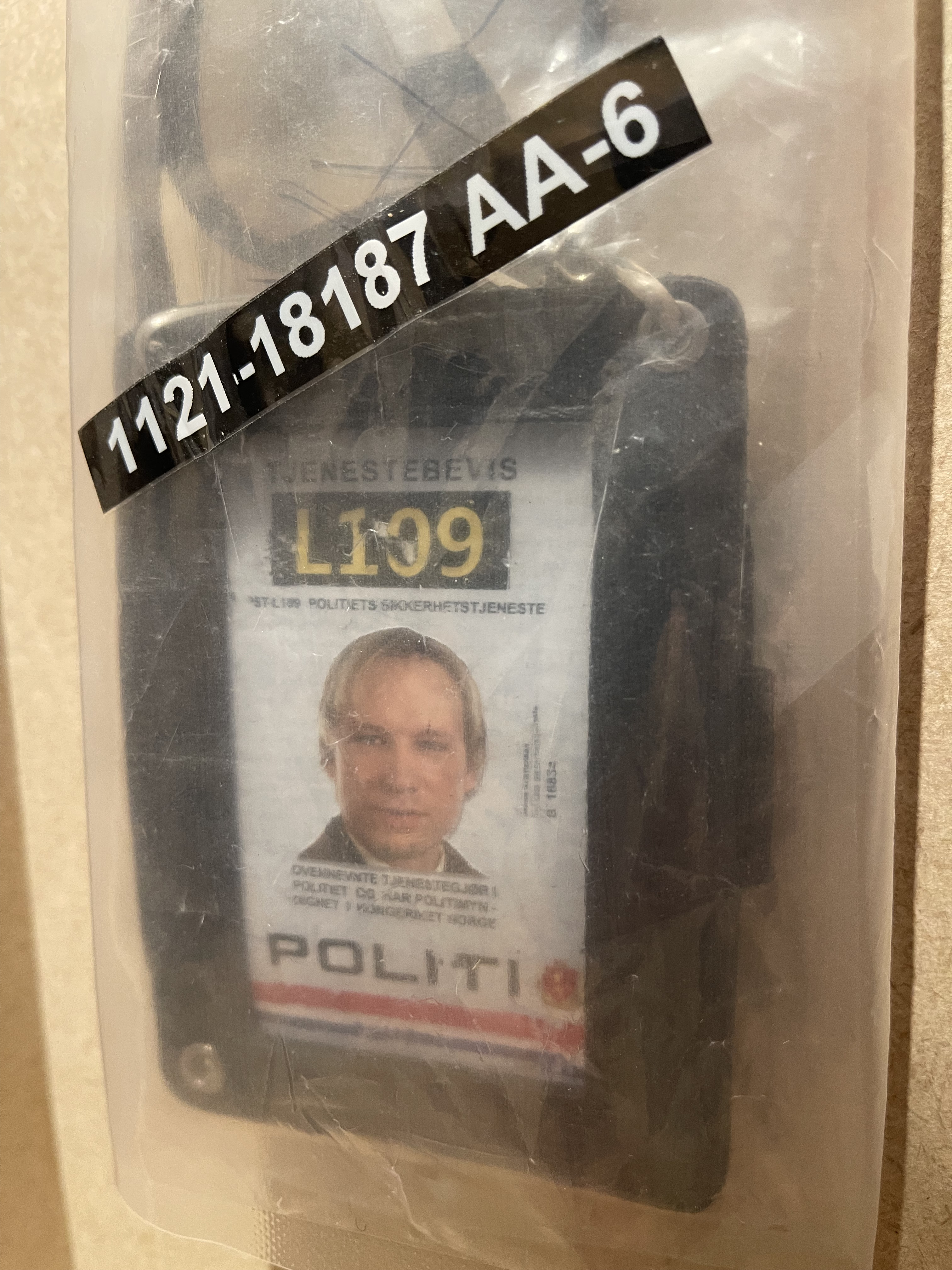
Fałszywa legitymacja policyjna Andersa Breivika spreparowana przez niego w 2011 roku

Urodził się w 1979 roku. Kiedy był młody, miał problemy rodzinne, a jako nastolatek bywał zatrzymywany przez policję za naruszanie porządku publicznego. Nazwisko sprawcy, Breivik, oznacza dosłownie szeroką zatokę lub wybrzeże.
Matka Breivika była pielęgniarką, a ojciec dyplomatą.
Kiedy był młody, znęcała się nad nim matka. Istnieją doniesienia o tym, że uważała go za zepsutego i już w ciąży zaczęła okazywać pogardę przyszłemu dziecku. W dorosłości Breivik bezskutecznie próbował założyć własny interes – po porażkach w życiu najwidoczniej wycofał się ze społeczeństwa i zaczął spędzać całe dnie w domu, grając w gry komputerowe.

## Manifest
Breivik mówił o sobie jako o przyszłym regencie Norwegii, w której władzę miałaby przejąć organizacja wzorowana na templariuszach (należał do konserwatywno-tradycjonalistycznego wolnomularstwa, w którym posiadał stopień mistrza, oraz do tajnego stowarzyszenia „templariuszy”). Jego działania jako regenta miałyby obejmować grupowanie Norwegów w rezerwatach i kontrolowanie ich rozmnażania w celu odbudowy populacji. Zamachowiec w latach 1999–2006 był członkiem prawicowej Partii Postępu. W latach 2002–2004 należał do młodzieżowej organizacji partyjnej FpU.
Ideologia Breivika została opisana w kompendium tekstów 2083 – A European Declaration of Independence (2083 – Europejska Deklaracja Niepodległości) i rozpowszechniona w dniu zamachów drogą elektroniczną przez samego autora. Wykłada on w niej swój światopogląd, który czerpie z kulturowego konserwatyzmu, ultranacjonalizmu, prawicowego populizmu, islamofobii, antyfeminizmu i rasizmu. Wyraża w niej również poparcie dla organizacji paramilitarnych, jak serbskie Skorpiony. Uznaje islam i marksizm za głównych wrogów oraz argumentuje za brutalną rozprawą z „Eurabią” i „multikulturalizmem”, a także za deportacją wszystkich muzułmanów z Europy (co miałoby nastąpić w roku 2083) w celu uratowania europejskiego chrześcijaństwa. Breivik napisał, że głównym motywem dla zabójstw popełnionych 22 lipca było rozreklamowanie treści tego manifestu. Kluczowe fragmenty manifestu zostały skopiowane z manifestu amerykańskiego terrorysty Theodore’a Kaczynskiego. Breivik zmienił w nich tylko niektóre określenia.

## Badania psychiatryczne
Początkowo u Breivika zdiagnozowana została schizofrenia paranoidalna, jednak później wykazano, że jest on w pełni poczytalny. Również inni psychiatrzy odrzucają diagnozę jakoby Breivik miał być schizofrenikiem bądź psychotykiem. 13 stycznia 2012, po naciskach opinii publicznej, sąd okręgowy w Oslo zarządził powtórne badanie panelowe w celu oceny stanu psychicznego Breivika.
Według psychiatrów Breivik posiada silne zaburzenia emocjonalne i brak empatii. Jego wypowiedzi są niespójne i wypełnione ideologicznymi neologizmami. Wykazuje również szereg zaburzeń urojeniowych: uważa siebie za regenta Norwegii, pana życia i śmierci, „najdoskonalszego rycerza od czasów II wojny światowej”, wybrańca, który ma za zadanie zbawienie Norwegii. Stwierdził również, że gdyby wyszedł na wolność, kontynuowałby mordowanie „zdrajców”, których dzieli na kategorie A, B i C. Postuluje także selektywny rozród Norwegów.
Stwierdzono u niego cechy narcystycznego zaburzenia osobowości.

## Zamachy z 2011
Według relacji medialnych 22 lipca 2011 Breivik miał udać się na wyspę Utøya niedaleko Oslo na odbywający się tam obóz młodzieży. Ubrany w mundur policyjny twierdził, że jego obecność na wyspie ma związek z atakiem w Oslo, który miał miejsce około dwóch godzin wcześniej. Według relacji świadków miał przez 72 minuty strzelać z broni automatycznej w kierunku ludzi, po czym dobrowolnie oddał się w ręce przybyłej na wyspę policji.
Breivik przyznał się do zorganizowania i przeprowadzenia obu zamachów, jednak utrzymuje, że nie popełnił przestępstwa.
Zbrodnia była najprawdopodobniej motywowana politycznie. BBC i Agencja Reutera podały, iż szef policji Roger Andresen określił Breivika jako „chrześcijańskiego fundamentalistę”. W przeszłości był członkiem Partii Postępu (FrP), jednak opuścił ją po tym, jak jego poglądy stały się bardziej radykalne. Należał do konserwatywnego, przyjmującego tylko chrześcijan nurtu masonerii skandynawskiej, lecz został z niej wykluczony po dokonaniu masakry.
W trakcie śledztwa ujawniono, że Breivik w czasie popełniania zbrodni zatelefonował na policję, przedstawiając się imieniem i nazwiskiem, podał, że jest członkiem antykomunistycznego ruchu oporu, że znajduje się na wyspie Utøya i pragnie oddać się w ręce policji. Jednak przerwał rozmowę, po czym kontynuował zabijanie.
Breivik posiadał zarejestrowaną firmę rolniczą, co dawało mu dostęp do nawozów i innych materiałów zawierających substancje potrzebne do budowy bomb (część tych materiałów zakupił w Polsce). Był także członkiem klubu strzeleckiego i miał legalnie zarejestrowaną broń palną.

## Proces i kara
16 kwietnia 2012 w sądzie w Oslo rozpoczął się proces Breivika. Oskarżony wszedł do sądu w kajdankach, które jednak zostały mu zdjęte, zanim zajął miejsce. Położył wtedy prawą rękę na sercu, po czym uniósł ją wyprostowaną z zaciśniętą pięścią. W swoim manifeście, przekazanym przez media po lipcowej zbrodni, Breivik wyjaśniał, że gest ten symbolizuje siłę, honor i wyzwanie rzucone marksistowskim tyranom w Europie.
Oskarżonego i rodziny poszkodowanych podczas procesu dzieliła szklana szyba, która została zbudowana specjalnie na potrzeby tego postępowania. Kamery zamontowane w sali przesyłały obraz do sal sądowych w innych częściach Norwegii, gdzie pozostali krewni poszkodowanych mogli oglądać rozprawę na żywo. Przed wygłoszeniem końcowego wyroku przed budynkiem sądu zamontowano barierki.
Media podawały, że jeśli nikt mu nie towarzyszył i jeśli zostałby uznany za winnego, czyn ten stanowiłby największe znane masowe morderstwo popełnione przez jedną osobę. 24 sierpnia 2012 Breivik został skazany na 21 lat więzienia, bez możliwości przedterminowego zwolnienia przed upływem 10 lat. Sąd zastrzegł sobie prawo do bezterminowego przedłużenia kary, jeśli Breivik nadal będzie postrzegany jako zagrożenie dla społeczeństwa. Jest to najwyższy wymiar kary w Norwegii.
Sędzia Wenche Elizabeth Arntzen, wygłaszając werdykt, stwierdziła, że Breivik wykazuje cechy narcystycznego zaburzenia osobowości, ale nie cierpi na psychozę.
Anders Breivik odbywa karę w więzieniu o zaostrzonym rygorze w miejscowości Skien, położonej ok. 100 km od Oslo. Od czasu osadzenia przebywa w całkowitym odosobnieniu, ma jednak do dyspozycji aż trzy połączone cele, wyposażone m.in. w wygodne łóżko, prywatną łazienkę, telewizor, lodówkę oraz komputer bez dostępu do internetu. Wszystkie te udogodnienia mają w założeniu zrekompensować mu brak możliwości kontaktu z innymi więźniami.
W marcu 2016 Breivik wytoczył proces przeciwko Norwegii, gdyż warunki w jakich jest przetrzymywany w więzieniu, uznał za „nieludzkie”. Sąd częściowo przyznał mu rację, jednak norweski minister sprawiedliwości zapowiedział odwołanie od wyroku. 1 marca 2017 sąd apelacyjny w mieście Skien zmienił wyrok sądu niższej instancji i uznał, że warunki więzienne, w jakich przebywa Breivik, nie są nieludzkim i poniżającym traktowaniem. Sąd apelacyjny stwierdził, że „rygorystyczne środki są konieczne ze względów bezpieczeństwa” i uznał za właściwe odizolowanie skazanego od innych więźniów.

## Wpływ Breivika na innych terrorystów
Zamachy Breivika zainspirowały wielu innych skrajnie prawicowych ekstremistów, którzy dokonali masowych morderstw wzorując się na jego zbrodni lub nawiązując do jego postaci.
Zbrodnią Breivika fascynował się Brunon Kwiecień, który w listopadzie 2012 roku został zatrzymany przez ABW pod zarzutem przygotowywania zamachu na Sejm RP, polityków ówczesnej partii rządzącej Platformy Obywatelskiej i znanych dziennikarzy stacji komercyjnych.
W dniu 22 lipca 2016 roku, w piątą rocznicę zamachów Breivika, doszło do strzelaniny w galerii handlowej Olympia-Einkaufszentrum w Monachium w Niemczech, w wyniku której zginęło 10 osób, a 37 zostało rannych. Sprawcą był 18-letni David Ali Sonboly, który fascynował się zbrodnią Breivika i strzelaninami szkolnymi w Stanach Zjednoczonych.
W lutym 2019 roku w Stanach Zjednoczonych zatrzymano 49-letniego Christophera Paula Hassona, który planował zamach „w stylu Breivika”.
W dniu 15 marca 2019 roku doszło do zamachów na meczety w Christchurch w Nowej Zelandii. W zamachach zginęło łącznie 51 osób, a 49 zostało rannych. Sprawcą był 28-letni skrajnie prawicowy ekstremista Brenton Tarrant, który wzorował się na działaniach Breivika. Przed atakiem napisał manifest zatytułowany Wielka wymiana: Maszerujemy naprzód w kierunku nowego społeczeństwa, w którym wytłumaczył motywy swojej zbrodni, mianowicie chciał „zmusić” osoby innej rasy oraz wyznawców islamu do opuszczenia państw cywilizacji zachodniej. W manifeście tym wspomniał także Breivika, stwierdzając, że zaczerpnął od niego inspirację.
W dniu 27 kwietnia 2019 roku doszło z kolei do strzelaniny w synagodze w Poway w Kalifornii, w której zginęła 68-letnia kobieta, a 3 inne osoby zostały ranne. Sprawcą był 19-letni John Timothy Earnest, który przed atakiem opublikował w internecie manifest, w którym wspomniał Andersa Breivika i Brentona Tarranta wśród postaci, które zainspirowały go do zabijania.
W dniu 3 sierpnia 2019 roku doszło do masakry w supermarkecie Walmart w El Paso w Teksasie. W masakrze zginęły 22 osoby, a 24 zostały ranne. Znaczną część ofiar stanowili Latynosi, którzy byli celem sprawcy, 21-letniego Patricka Crusiusa, który wcześniej opublikował w internecie na portalu 8chan anty-latynoski manifest. Niektórzy komentatorzy łączyli zachowanie sprawcy tej zbrodni podczas ataku z zachowaniem Breivika.
Również w sierpniu 2019 roku doszło do próby zamachu na meczet w Bærum na przedmieściach Oslo w Norwegii. Sprawca przed atakiem opublikował w internecie wpis, w którym zastosował znany mem internetowy przedstawiający czterech umięśnionych mężczyzn z blond włosami (tzw. chadów), na których nałożył rysunek postaci przypominających Andersa Breivika, Brentona Tarranta, Johna Earnesta i Patricka Crusiusa i stwierdził we wpisie, że są oni „bohaterami”.